# Willie van Niekerk
Pour les articles homonymes, voir van Niekerk.
Willem (Willie) Abraham van Niekerk (né le 29 juin 1937 à Pretoria, Union de l'Afrique du Sud et mort le 8 août 2009),  est un médecin, professeur universitaire, spécialiste en cytologie, cytogénétique, gynécologie, et obstétrique, ainsi qu'un homme politique d'Afrique du Sud, ministre de la Santé et du Développement dans le gouvernement de Pieter Botha de 1985 à 1989.  

## Biographie
Willie van Niekerk nait à Pretoria et passe la majeure partie de sa jeunesse dans la ferme familiale de Poortjie située dans le district de Theunissen, province de l'État libre d'Orange.  
Après le lycée, il poursuit des études et obtient un diplôme de Bachelors of Medicine and Surgery de l'université de Pretoria (1959). Après avoir été brièvement chercheur pour la Roswell Park Memorial Cancer Institute à Buffalo, État de New York aux États-Unis, il revient en Afrique du Sud (1960) où il prend le poste de chef du service des inscriptions au département d'obstétrique et de gynécologie de l'université de Pretoria. 
En 1965, à Londres, il devient membre du collège royal des obstétriciens et gynécologues (MRCOG) puis compagnon du collège des obstétriciens et gynécologues (FRCOG) en 1971. Il est également maître de conférences (1966-1969) à l'université de Pretoria puis professeur et chef du Département d'obstétrique et de gynécologie de l'université de Stellenbosch de 1970 à 1982. 
En 1983, Willie van Niekerk est nommé administrateur du Sud-Ouest africain et renonce à l'honneur de devenir le président de l'Académie internationale de cytologie. 
De 1985 à 1989, il est ministre de la Santé nationale et du Développement de la population au sein du Cabinet du gouvernement de la République d'Afrique du Sud. 
En 1993, il abandonne toute fonction politique pour retourner dans le secteur privé en tant que médecin-gynécologue dans la banlieue du Cap. Il prend sa retraite en 2004. 
Willie van Niekerk est l'auteur de plus de 27 publications consacrées à la cytologie, la cytogénétique, la gynécologie obstétrique, aux pathologies gynécologiques. Sa thèse de doctorat sur l'hermaphrodisme, publiée par Harper & Row à New York au début des années 1970, est considéré comme un ouvrage faisant autorité sur le sujet. Il fut l'un des 5 non-Américains membres honoraires de l'Association américaine des obstétriciens et gynécologues et de la Société gynécologique américaine (1981). 